# 保羅與德克拉行傳
保羅與德克拉行傳是新约外典作品，讲述了使徒保罗对年轻女子德克拉的影响。

## 故事梗概
在保罗第一次传道期间，保罗来到以哥念布道。一位年轻的女子德克拉听到后十分入迷。德克拉的母亲和未婚夫因担心德克拉会听从保罗的布道而保持单身，于是带领暴徒把保罗囚禁在官府监狱。德克拉买通狱卒来到保罗的牢房，在保罗脚边彻夜倾听保罗传道。
当德克拉的母亲发现后，德克拉的母亲请求官府鞭打保罗并将他驱逐，她还请求官府对德克拉处以火刑。德克拉被剥光衣服并被施以火刑，但是上帝施以奇迹用暴雨将火熄灭，德克拉于是得救。此后，保罗和德克拉在以哥念城外重逢，德克拉表示要短发并继续追随保罗。二人行至皮西迪亚。当地有一个名叫亚历山大的贵族迷恋上了德克拉，愿意向保罗出钱以换取德克拉。保罗回复称不认识德克拉，于是亚历山大企图强娶德克拉。德克拉奋力反抗并在当地人面前打了亚历山大。亚历山大于是将德克拉带到官府，指控她袭击贵族。尽管受到当地妇女的反对，德克拉还是被判处兽刑。本都王国的女王安东尼娅·特里菲娜连夜将她收监。第二天，德克拉被绑在一头母狮身上游街，随后，德克拉被剥光衣服并投入斗兽场，母狮保护她免遭熊的侵犯并因与亚历山大的狮子搏斗而死。德克拉认为那天是自己受洗的最后机会，于是跳入了一个关有食人海豹并盛满水的坛子。此时，闪电奇迹般地杀死了所有海豹。之后，又有几个神迹保护德克拉免遭磨难。最终，当地官员听到德克拉讲述基督教的上帝，于是让德克拉穿上衣服并将她释放。
之后，德克拉毫发无伤地回到保罗身边。她还回到以哥念并说服她的母亲入教。